# Пежо тип 118
Пежо тип 118 (фр. Peugeot Type 118) је аутомобил произведен 1908. године од стране француског произвођача аутомобила Пежо у њиховој фабрици у Оданкуру. У тој години је произведено 150 јединица.
Аутомобил је покретао четворотактни, двоцилиндрични мотор снаге 10 КС и запремине 1527 cm³. Мотор је постављен напред и преко кардана давао погон на задње точкове.
Међуосовинско растојање је 2455 мм, дужина аутомобила је 3600 мм и ширина 1650 мм. Каросерија је droschke са простором за четири особе.